# 디트로이트 요새
디트로이트 요새(영어: Fort Detroit, 프랑스어: Fort de Détroit)는 1701년 프랑스 장교인 앙트와네 드 라 모스 카딜락 장교가 디트로이트강 서안에 세운 요새이다. 루즈강 북쪽에 있었던 이전 요새터는 현재 미시간주 디트로이트 시 내부에 라네드 가와 그리스월드 가 그리고 시빅 센터가 경계를 이루는 지역에 위치해 있다. 18세기에는 프랑스 식민지 정착민들은 모피 교역과 선교 그리고 농장을 기반으로 강변 양쪽을 개척했다.
7년 전쟁의 일부로 북미에서 벌어진 프랑스 인디언 전쟁 동안 요새는 몬트리올의 프랑스인들이 항복한 후 영국군에 의해 점령되었다. 그들은 미국 독립 전쟁이 시작될 때까지 그것을 지켰으며, 이후 미국에 의해 점령되었으며, 1779년에 강을 따라 북쪽으로 지어진 레널트 요새에 의해 대체되었다. 이 요새는 이후 1820년에 쉘비 요새로 이름이 바뀌었고 미국 군대에 의해 폐기되었다. 디트로이트 시는 1827년에 요새를 파괴했다.

## 배경
카딜락은 영국 식민지 개척자들이 서쪽으로 이주하는 것을 막고 북미 중부의 모피 무역을 독점 하려는 노력의 일환으로 디트로이트강 서쪽에 디트로이트 요새를 지었다. 디트로이트 요새를 세우기 전, 카딜락은 북미 지역의 다른 프랑스 전초 기지인 부야드 요새(Fort de Buade)의 사령관이었다. 부야드 요새는 1697년에 미국 인디언들에게 주류 거래와 관련하여 종교 지도자들과의 갈등으로 포기되었다. 카딜락은 상사에게 새로운 합의안을 만들도록 설득했다. 그는 1701년 7월 23일 디트로이트강에 도착했다.
그가 현장에 도착했을 때, 카딜락은 공식적으로 이 지역을 장악했다는 축하 행사를 열었다. 루이 14세의 해양부 장관이었던 제롬 프리포 퐁샤르트랭 공작(또는 그의 아들 제롬)을 기념하기 위해, 카딜락은 퐁샤르트랭 뒤 디트로이트 요새(Fort Pontchartrain du Detroit)로 이름을 지었다. 창고와 영창은 즉시 시작되었지만, 최초로 완성한 건물은 안느 가톨릭 교회(Ste. Anne's Catholic Church) 건축물이었다. 영창은 완성된 두 번째 구조물이었고, 각 구석에 방어 요새 또는 탑을 갖추고 통나무로 만들어졌다.
요새가 세워진 후, 오타와 족과 휴런 족 일부가 프랑스인과의 거래 편의를 위해 근처에 정착했다. 휴런족에게 선교를 펼치는 프랑스 수도사들은 강 건너에 정착을 하고, 승모승천 교회(L'Assomption church)를 개척했고, 18세기 중반 경에는 프랑스 개척민들의 중심지가 되었다. 이후 샌드위치 (현재 윈저)의 일부로, 이곳은 온타리오가 된 곳 중 가장 오래 동안 지속적으로 점령된 유럽 정착지였다.

## 참고 문헌
- Farmer, Silas (1884). 《The History of Detroit and Michigan, or, The Metropolis Illustrated: A Chronological Cyclopaedia of the Past and Present, Including a Full Record of Territorial Days in Michigan, and the Annuals of Wayne County》 – 오픈 라이브러리 경유.